# Дерев'яна церква села Хірішень
Церква Успіння Пресвятої Богородиці — дерев'яний православний храм, побудований у 1642 році в молдавському селі Хірішень. Наразі церква є експонатом Музею села в Кишиневі, Молдова .

## Історія
Церква була зведена в тисяча шістсот сорок другому році жителями села Хірішень, і спочатку розташовувалася не в цьому селі, а в монастирі села Хіржавка. У 1821 році монастир переїхав в інше місце, а церкву розібрали і перенесли в Хірішень (зараз Теленешцький район), де вона продовжувала працювати до 1928 року, поки там не був побудований кам'яний храм. Стару церкву продовжували використовувати як сповідальну біля кладовища.
На початок 21 ст. будівля була в дуже поганому стані. У нього не було даху, дерев'яні стіни були пошкоджені дощем та снігом. Народний музей Кишинева почав переговори з жителями села про перенесення будівлі в столицю. Врешті-решт вони погодилися, і в 2009 році храм був розібраний і перенесений до Кишинева, де почалися реставраційні роботи . Реставратори прагнули зберегти стільки оригінальних елементів, скільки було можливо, тому вони використовували оригінальні вироби з дерева і обробляли їх спеціальними матеріалами для підвищення довговічності. Дах був зроблений заново.
Церква була освячена восени 2011 року на ім'я Успіння Пресвятої Богородиці. Це найдавніша релігійна пам'ятка Молдови, а також найбільша дерев'яна церква в країні — 27 метрів у висоту.
Варвара Бузіле, секретар етнографічного музею, заявила, що церква є єдиною в своєму роді в Республіці Молдова на даний момент (2011). Вона сказала: "Північний молдавський стиль цієї церкви робить її схожою з церквами Буковини. Наразі у нас немає іншої церкви такого типу, в якій би була така висота і подібні хороші пропорції ". Відомо про існування ще однієї подібної церкви в Теленештському районі, але вона була знесена в 1980-х роках .

### Знесення старої церкви

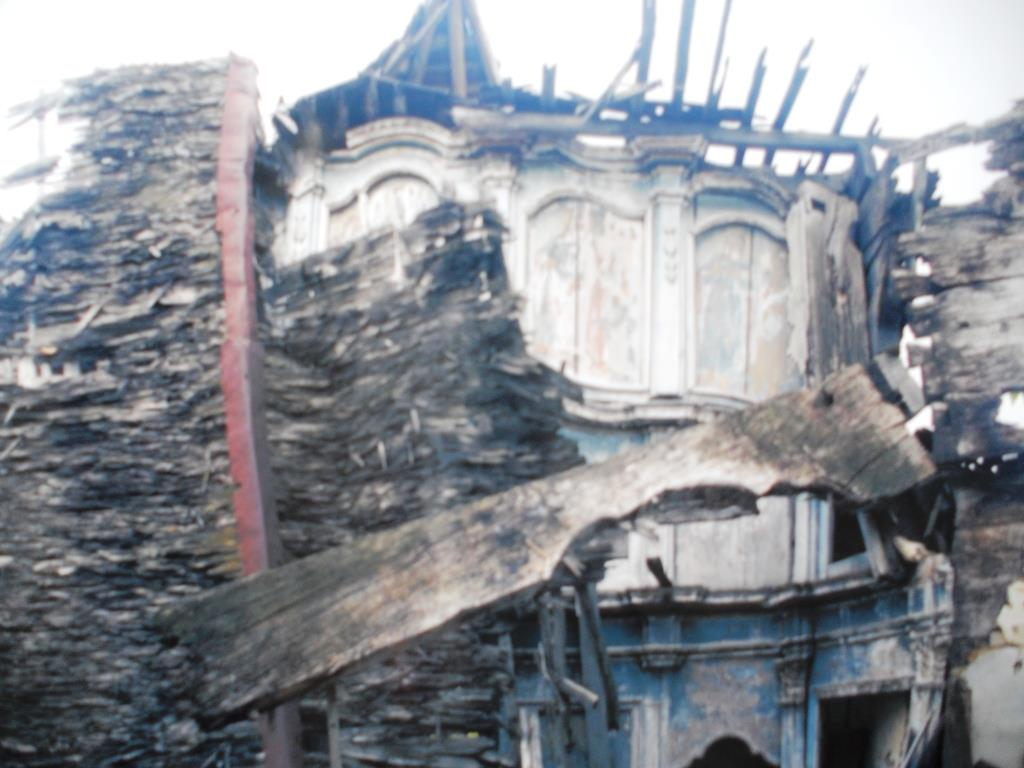
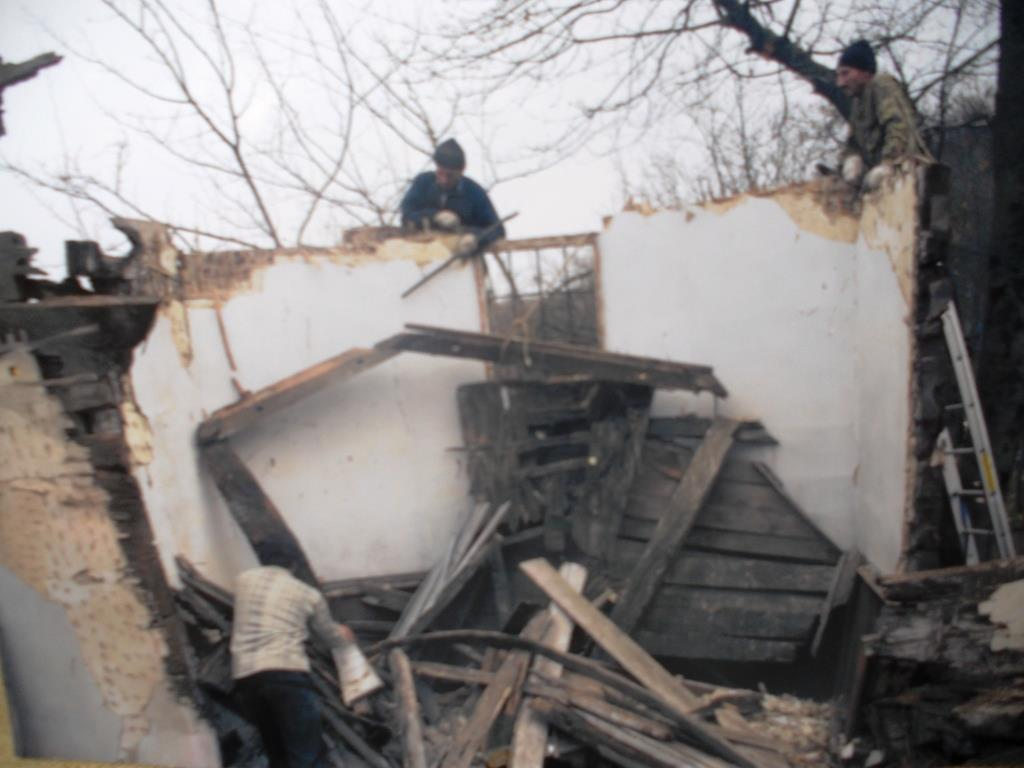
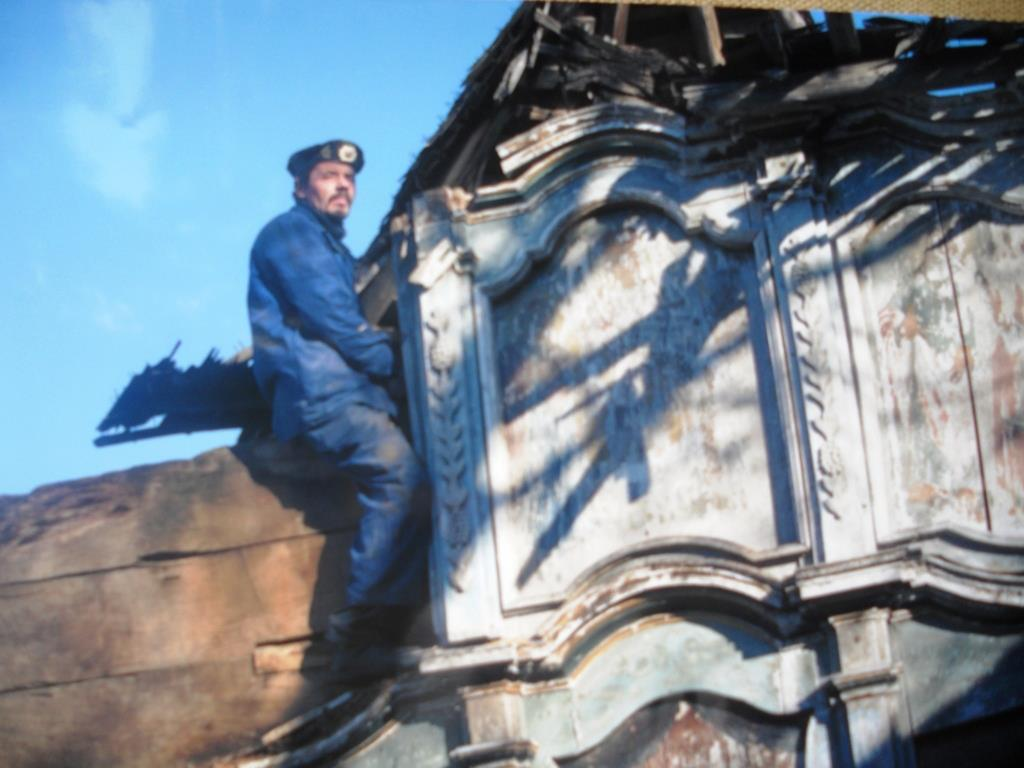
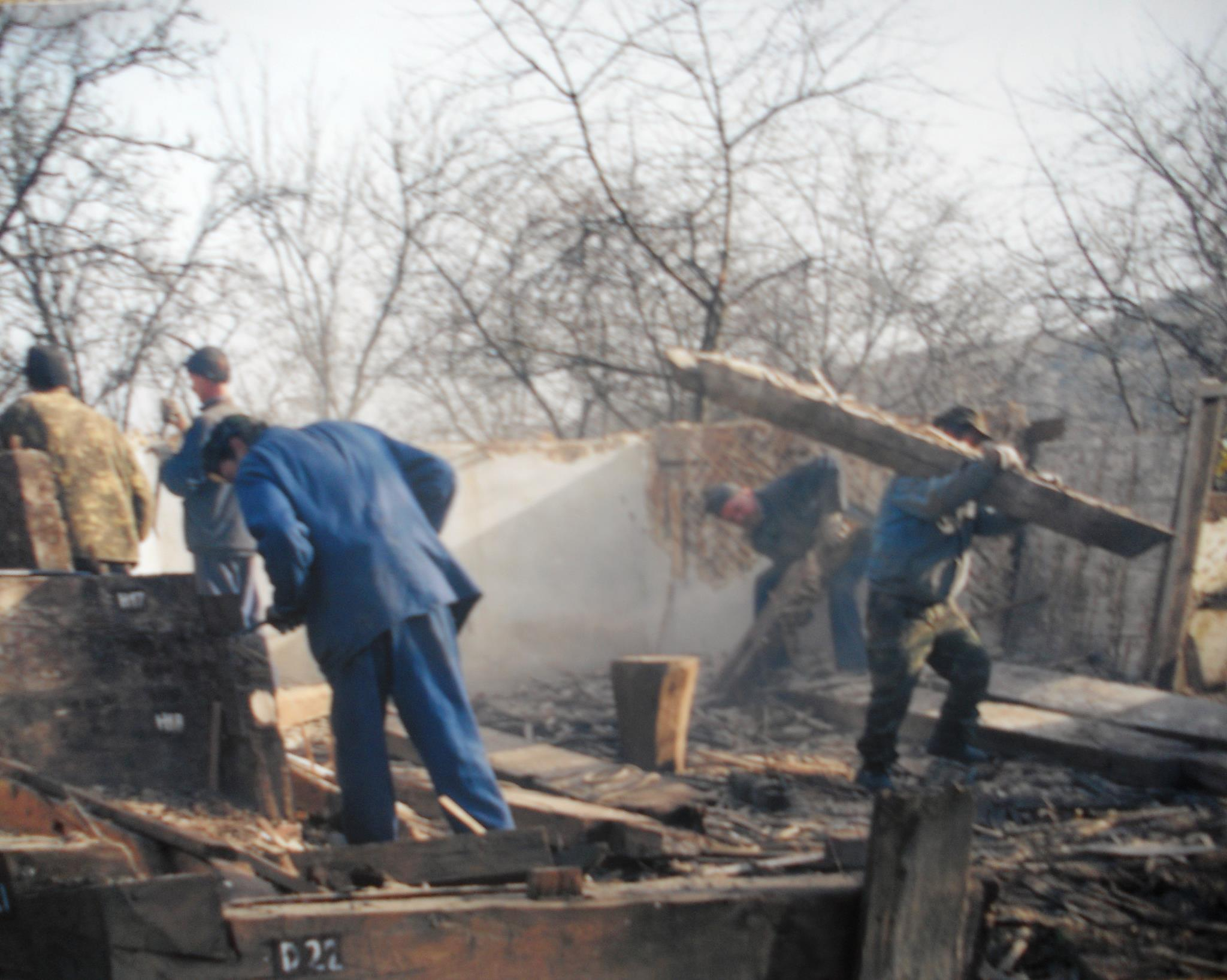
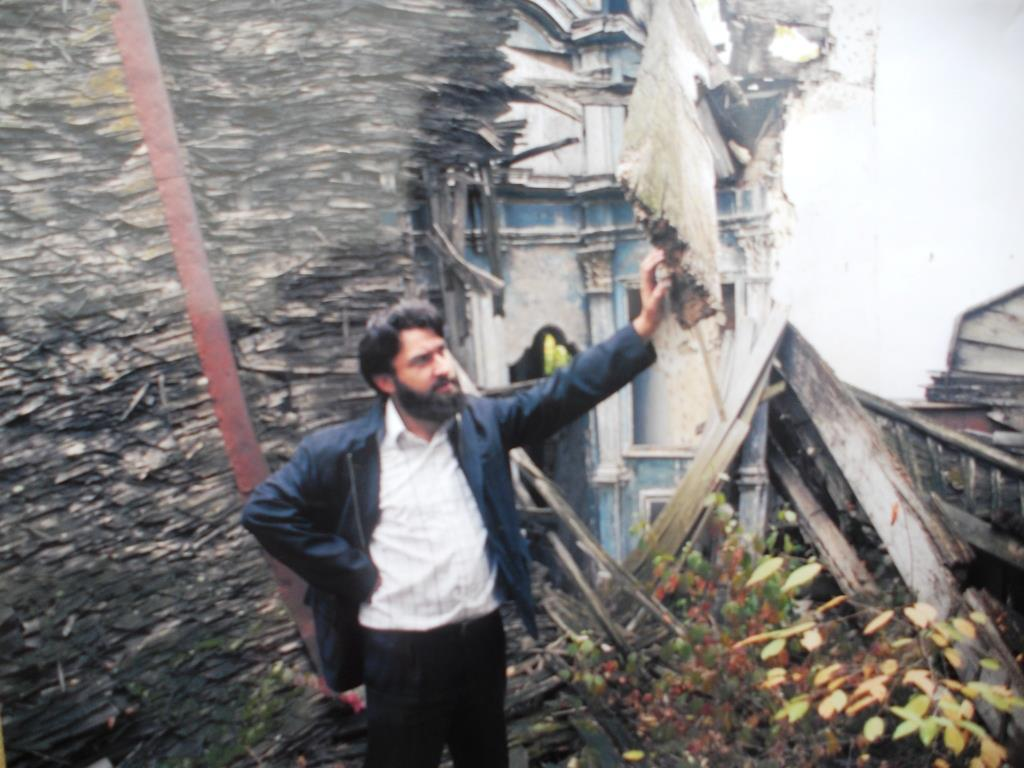

### Відновлення

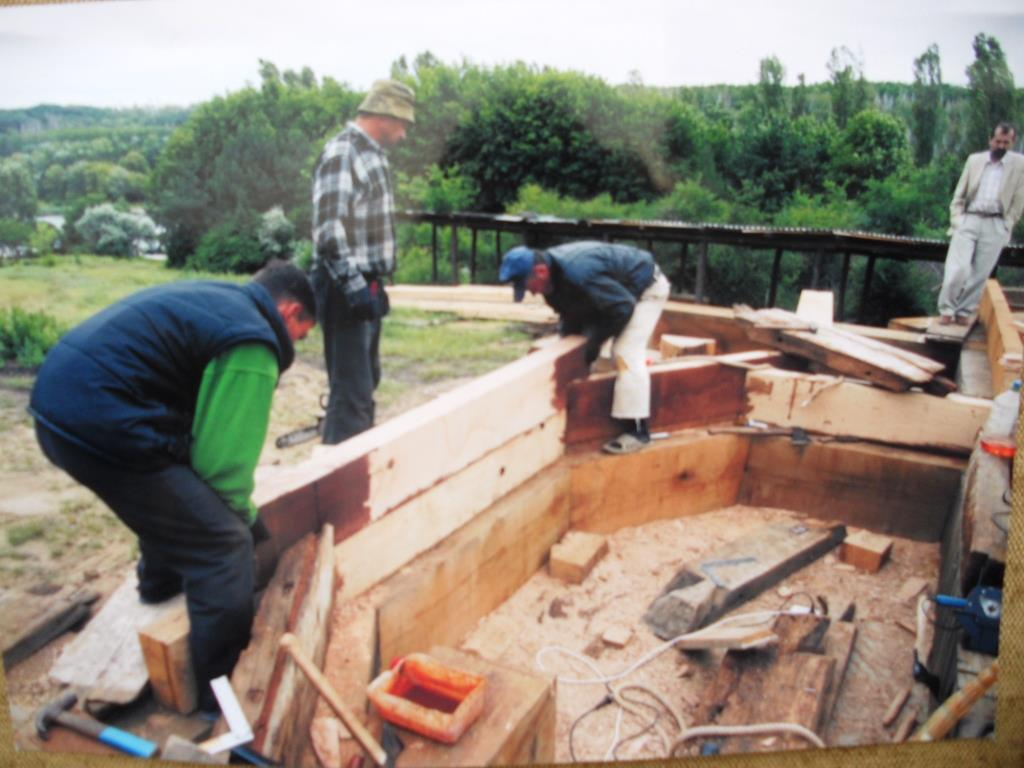
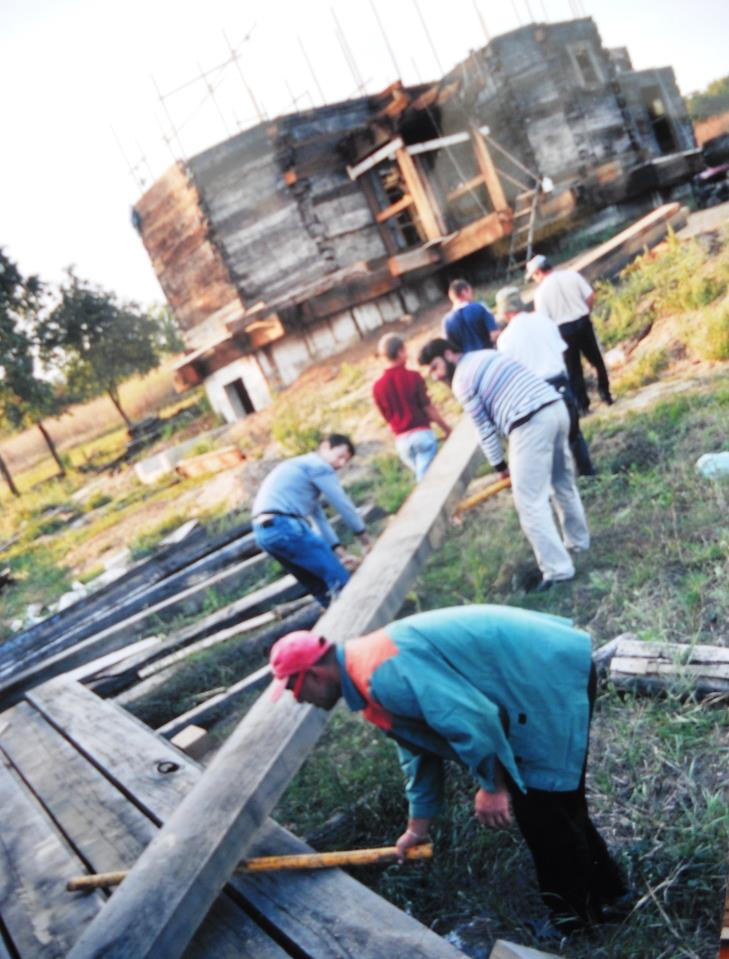
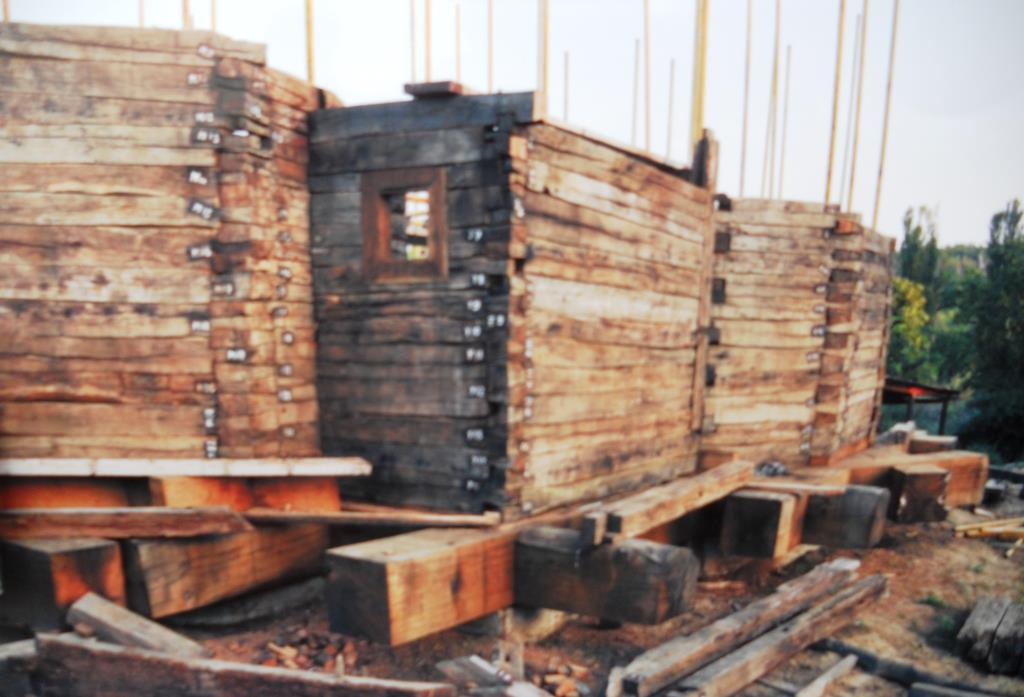
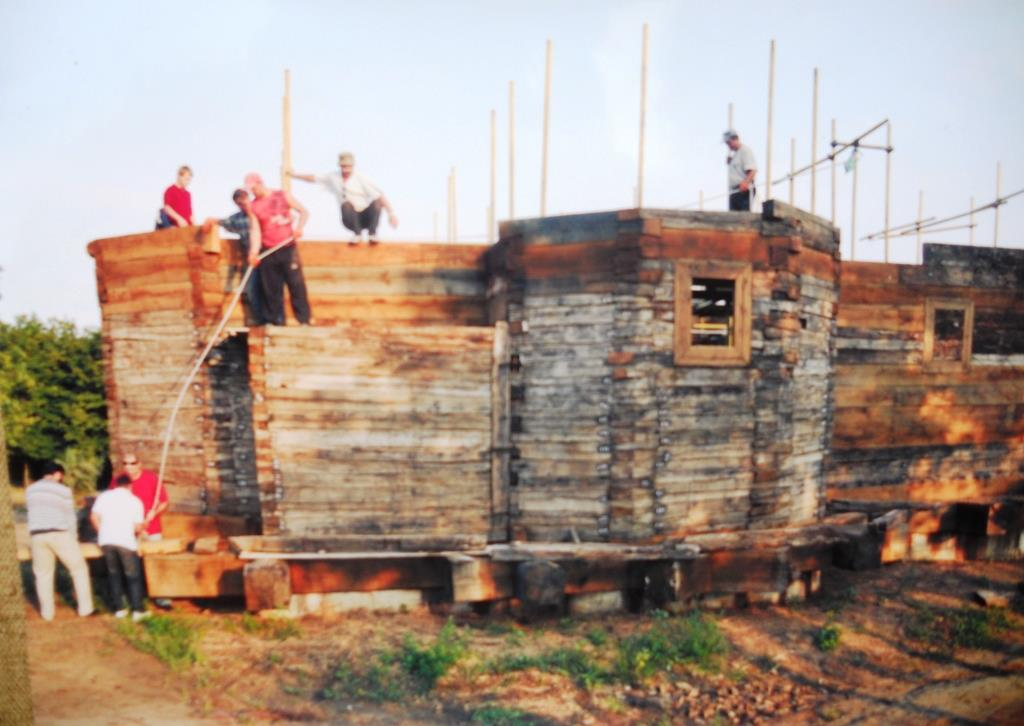
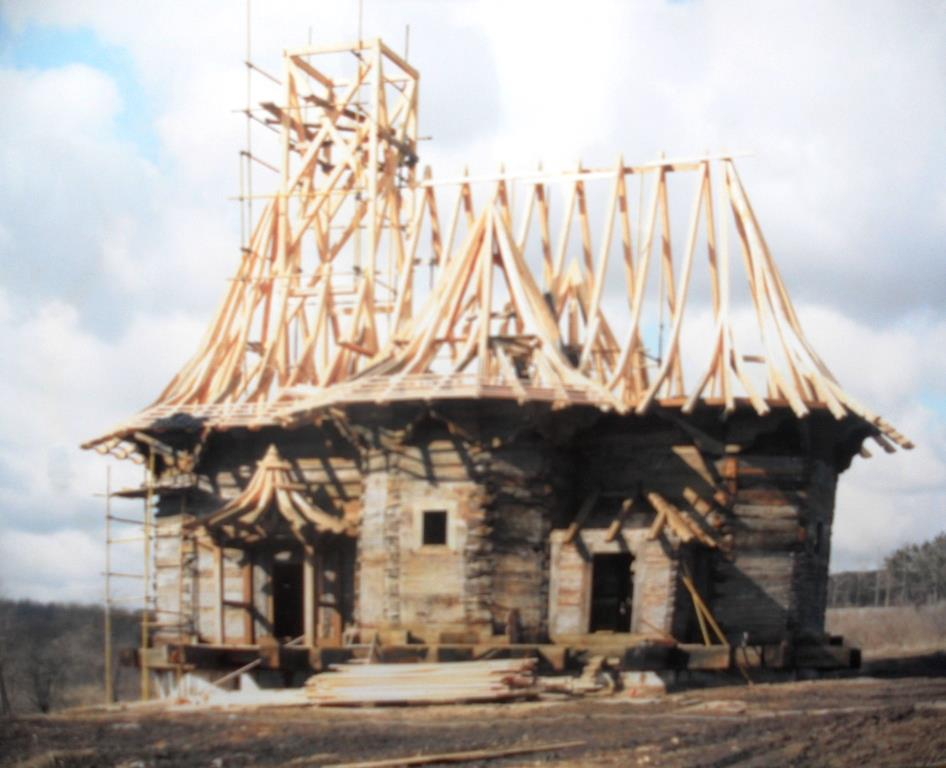

### Церемонія освячення

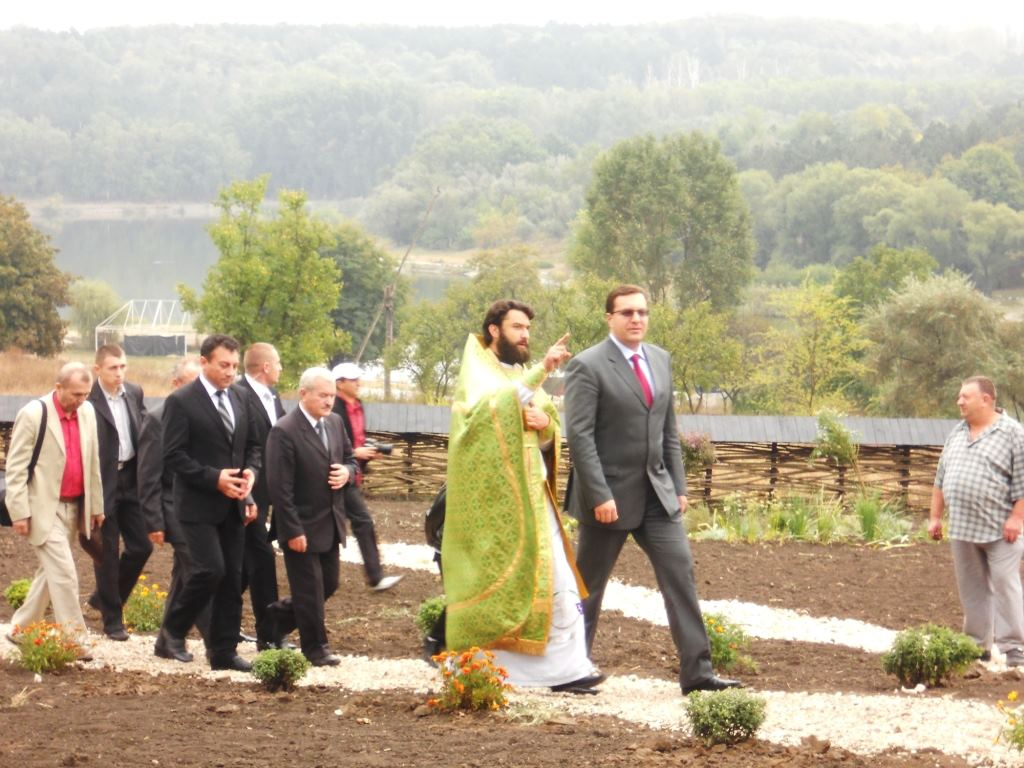
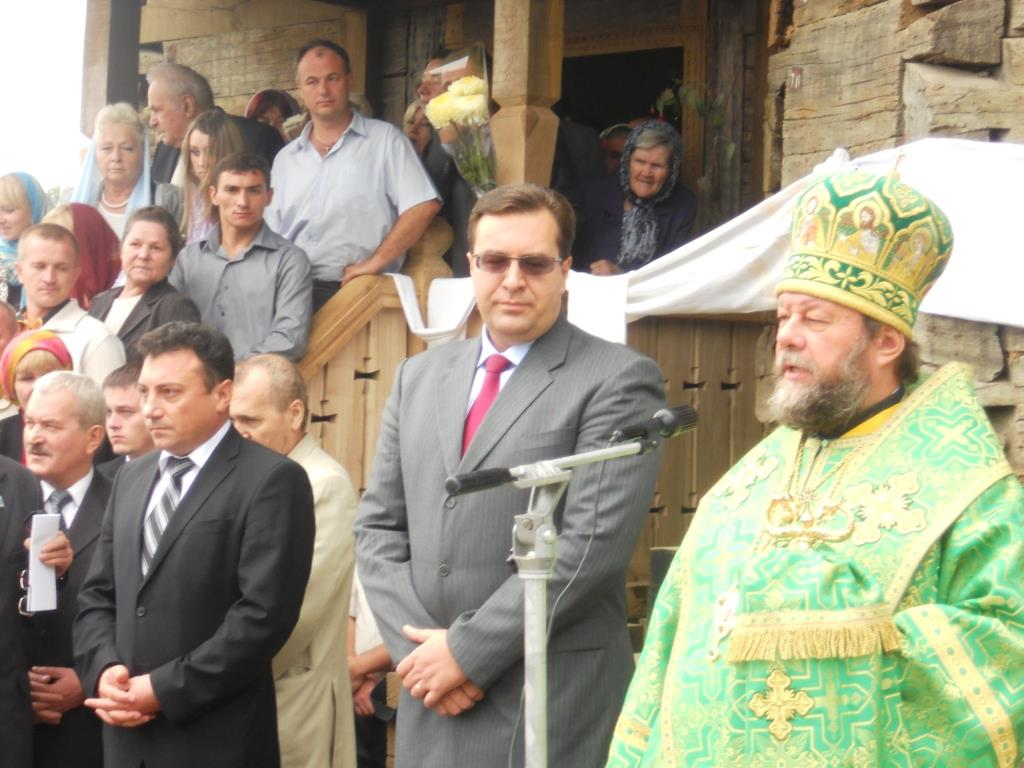
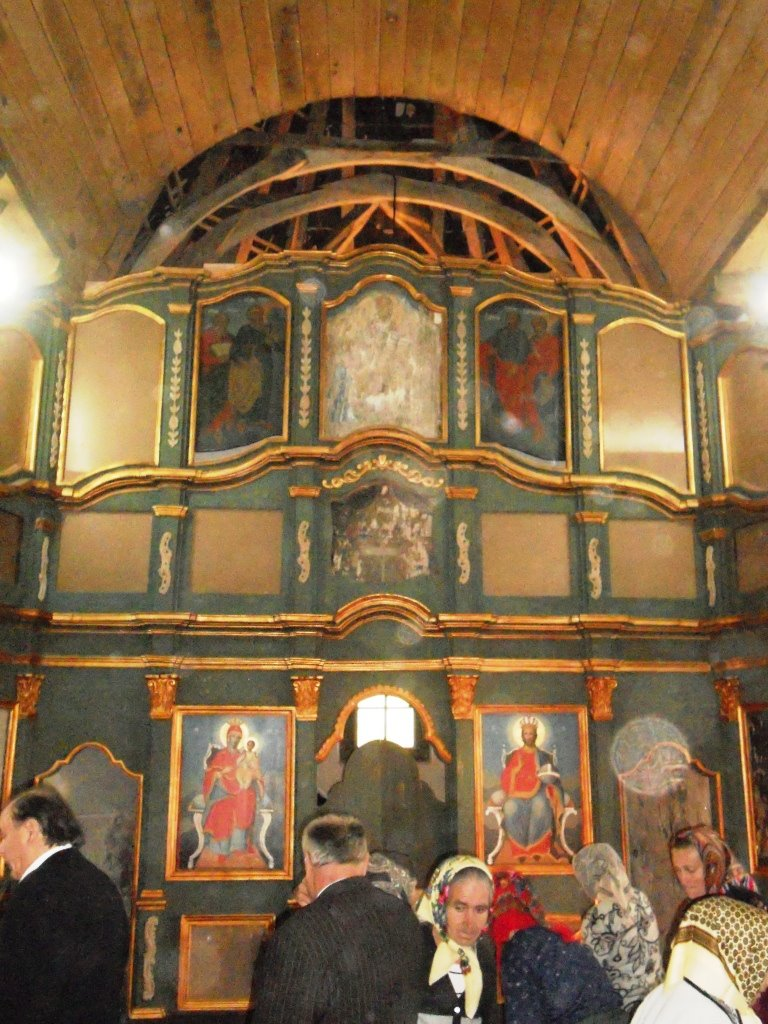
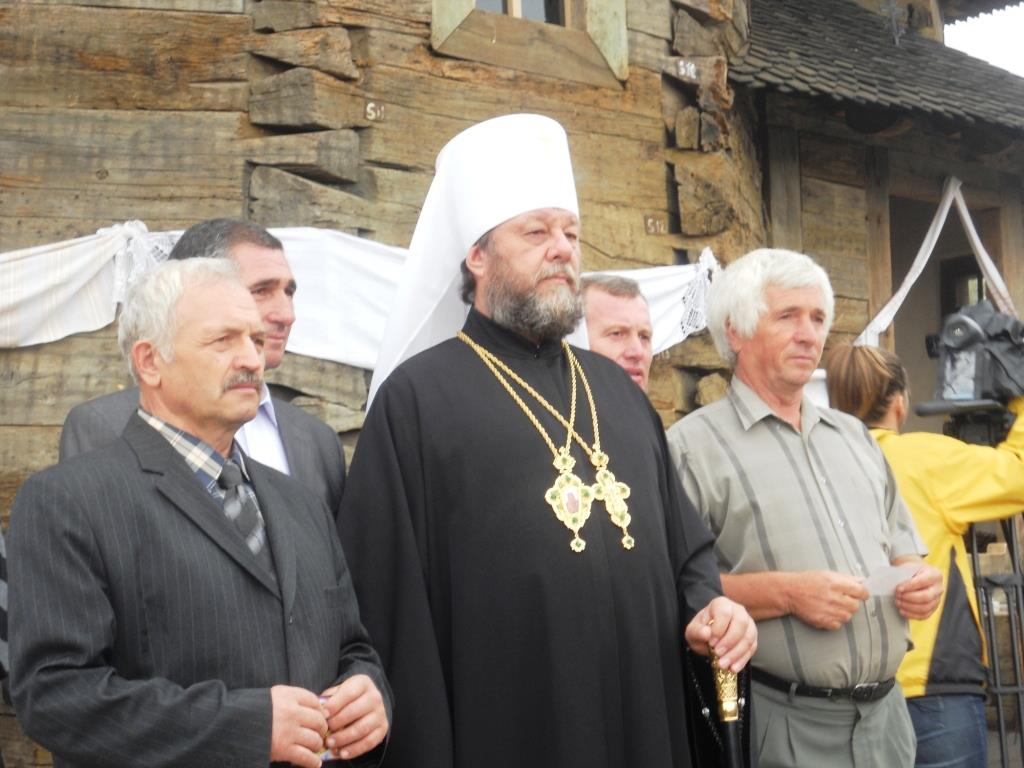
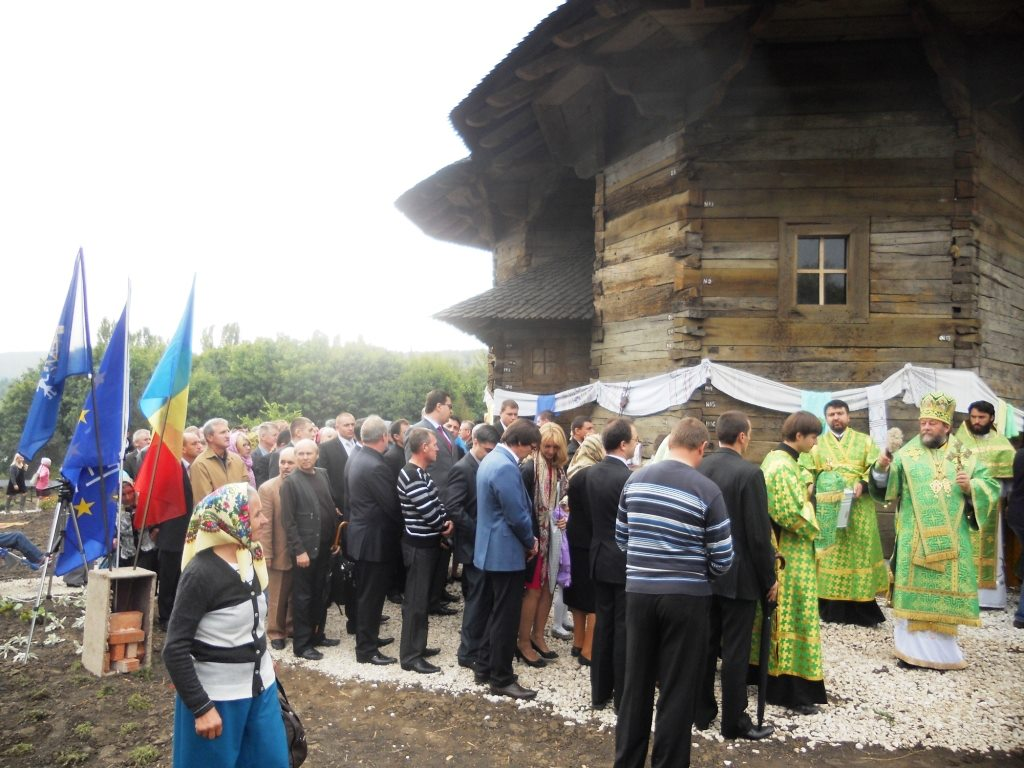

### Церква сьогодні

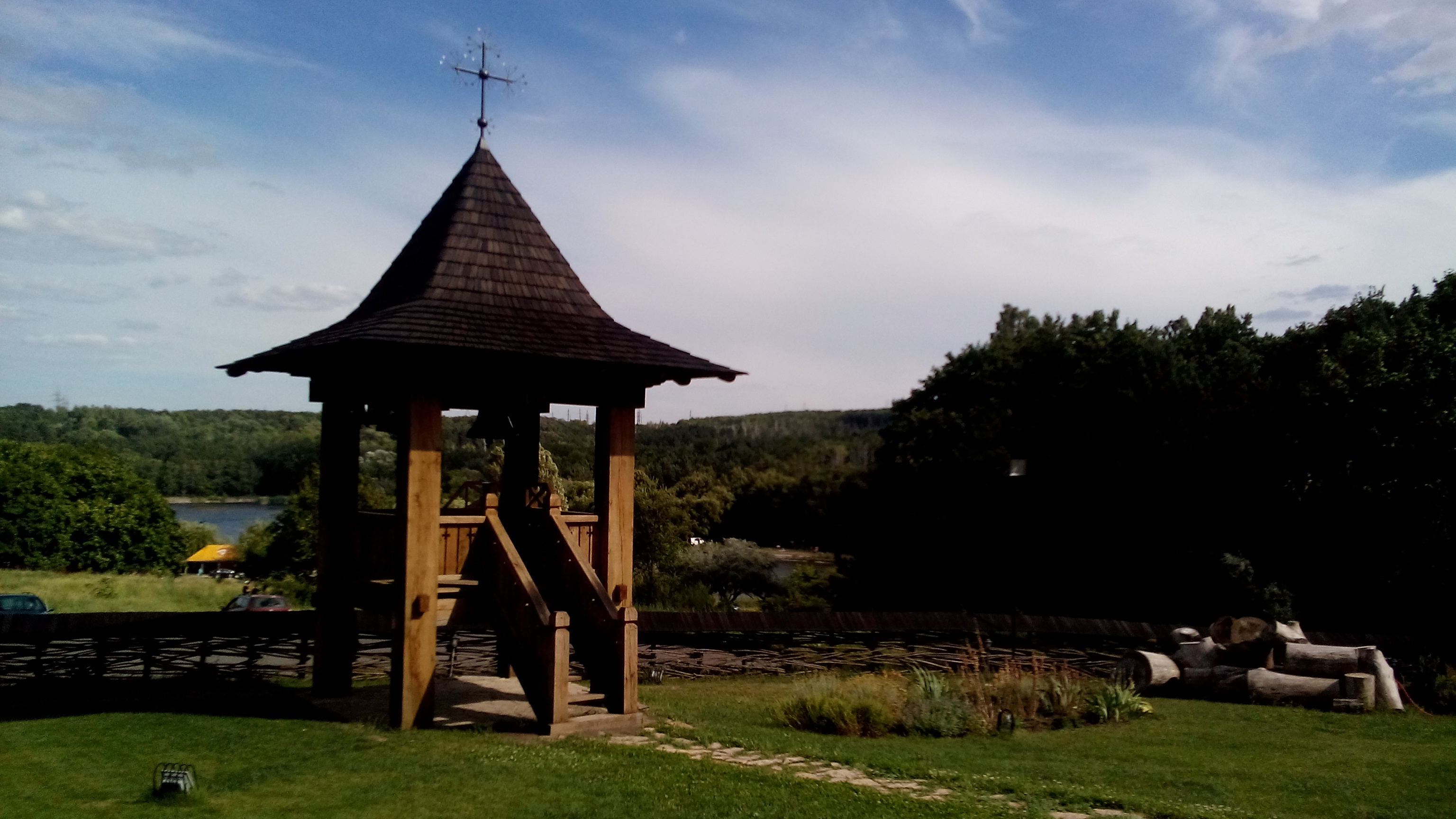
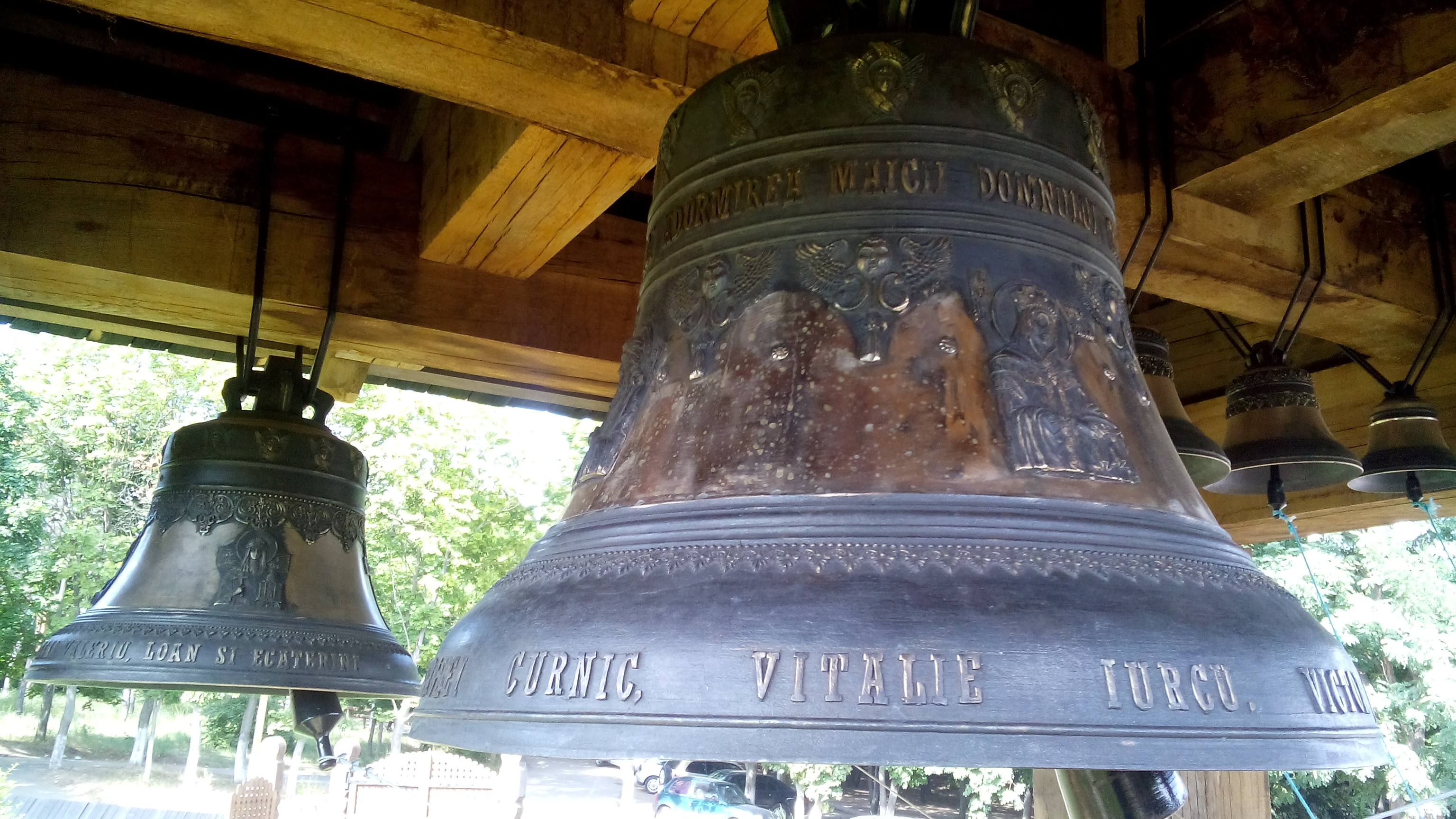
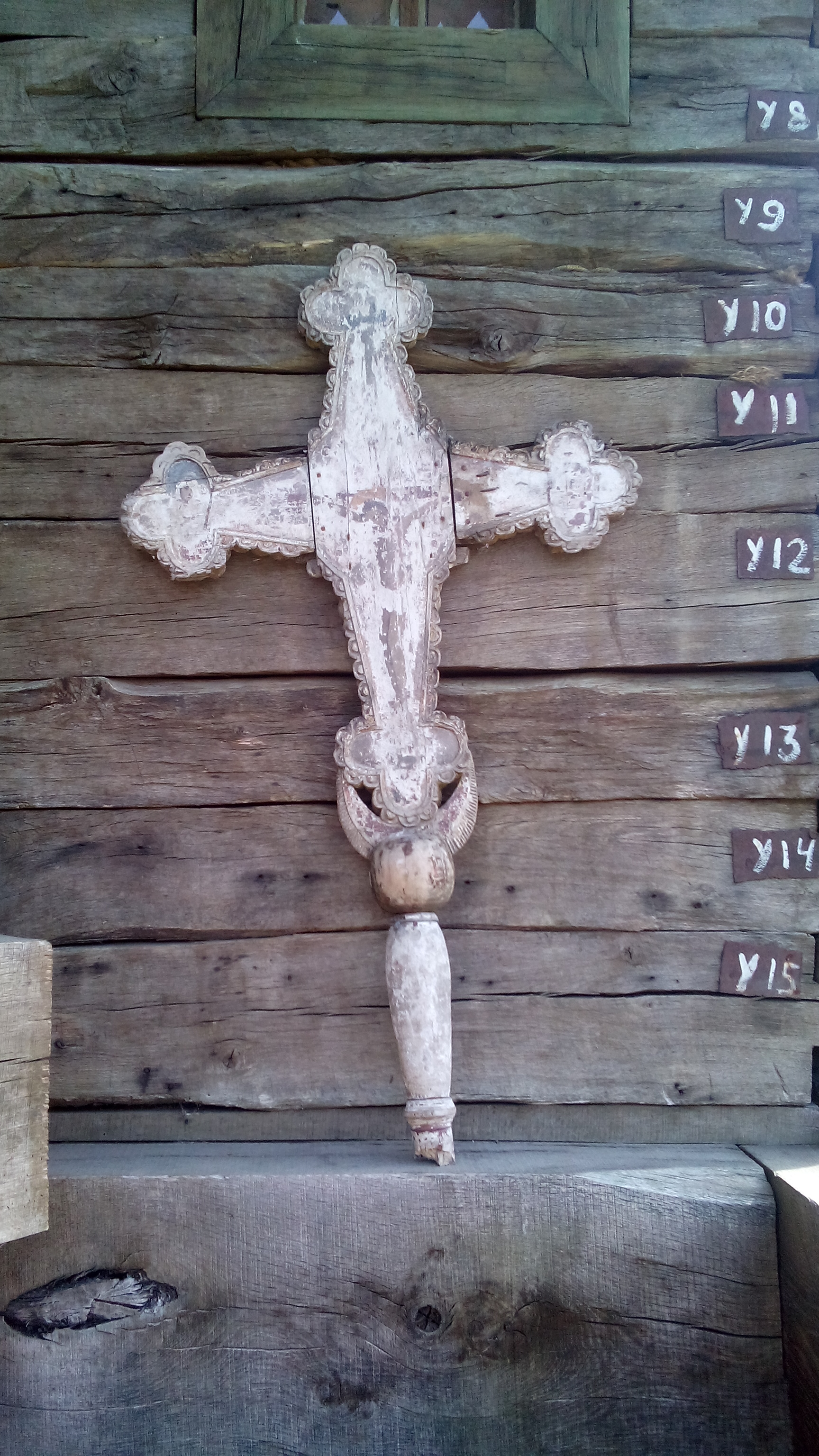
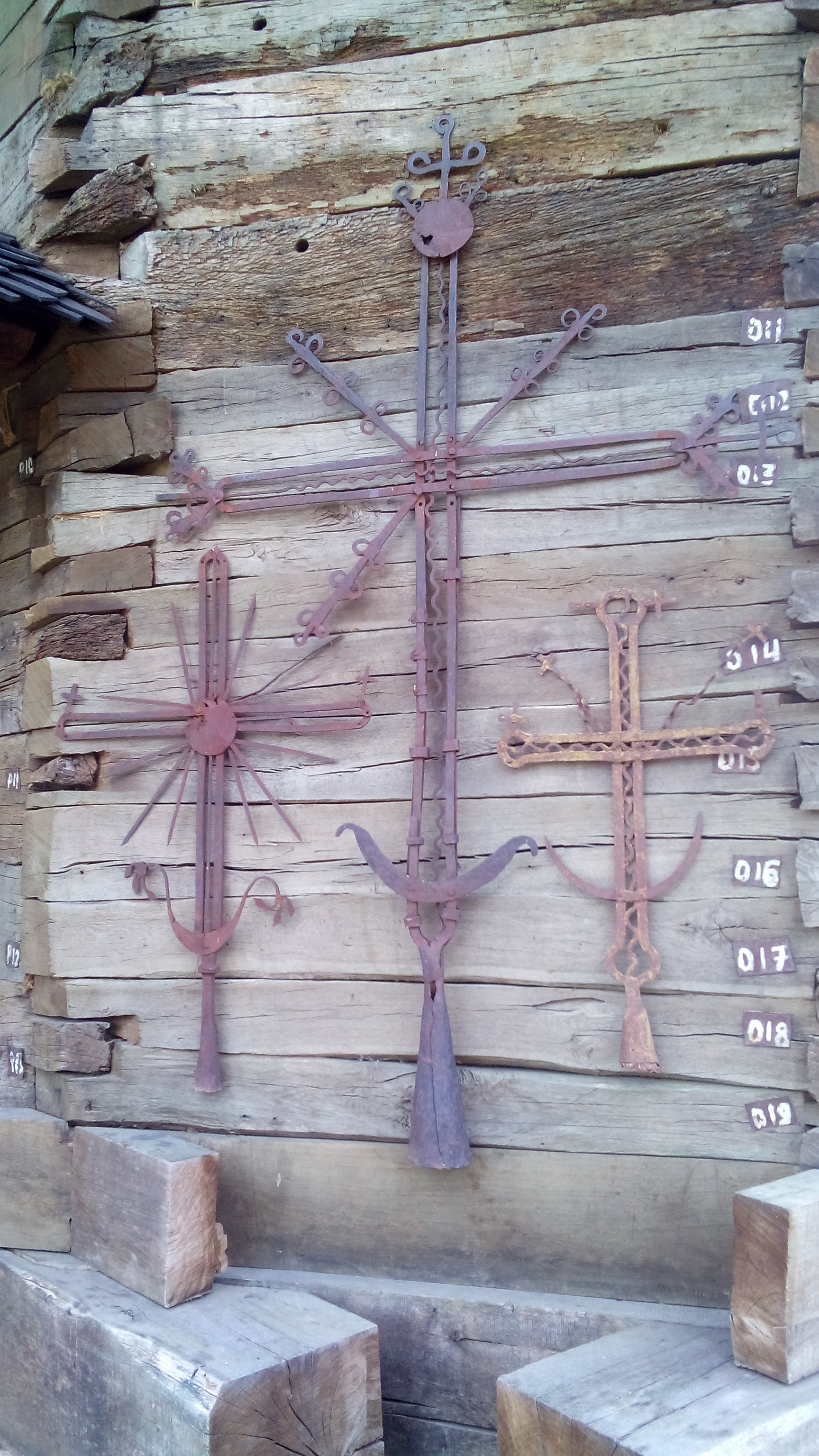
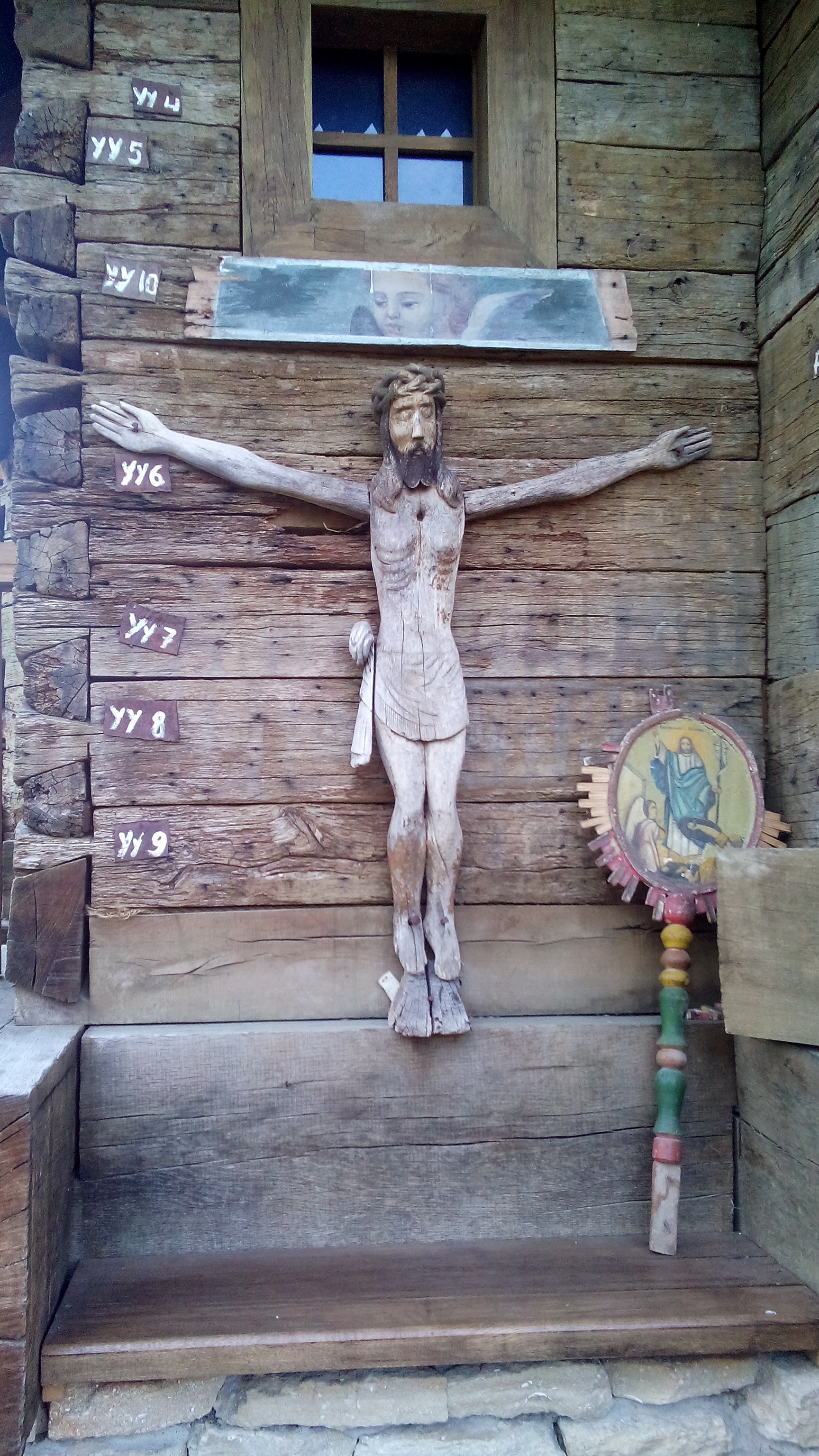
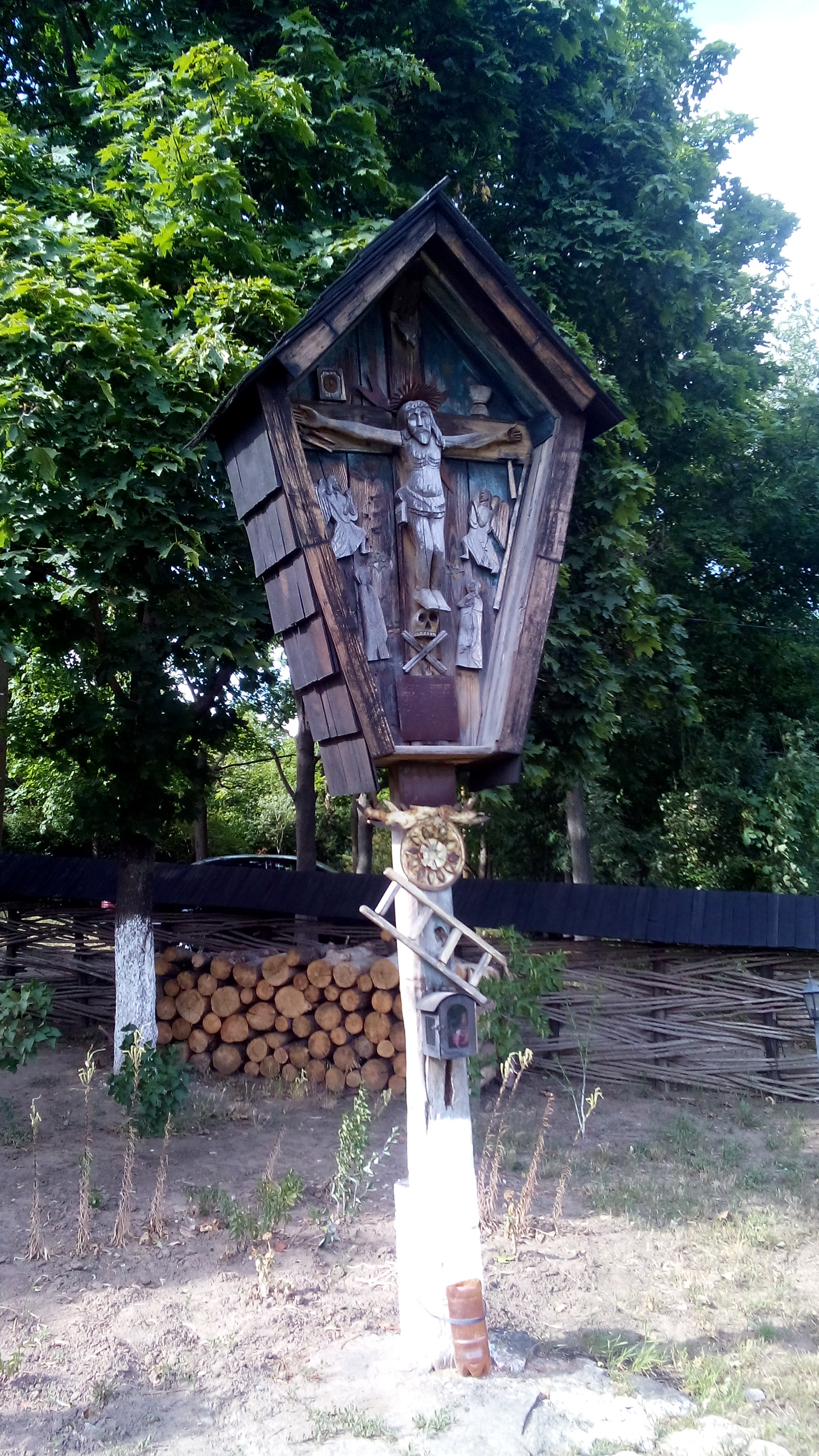
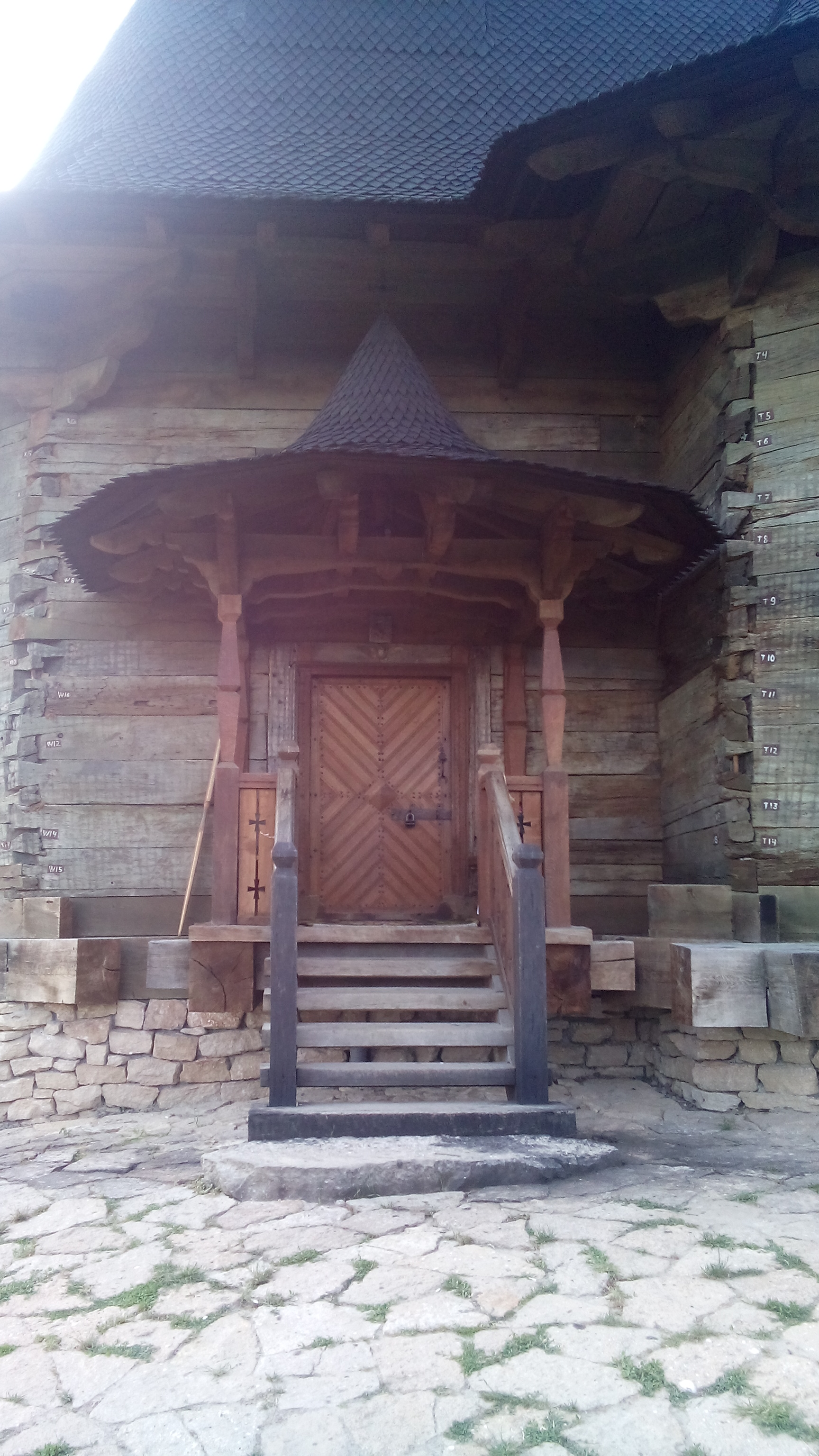
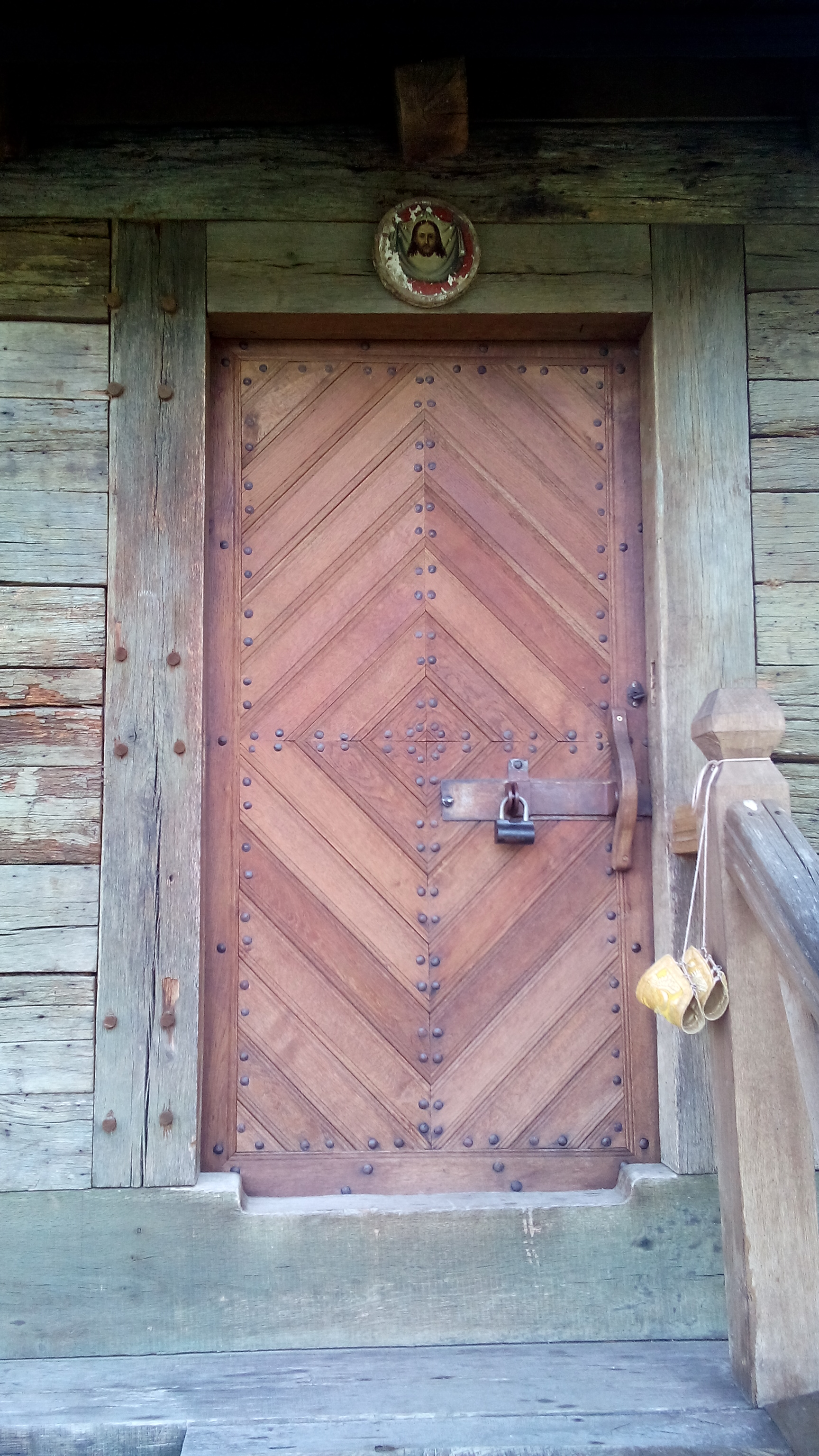
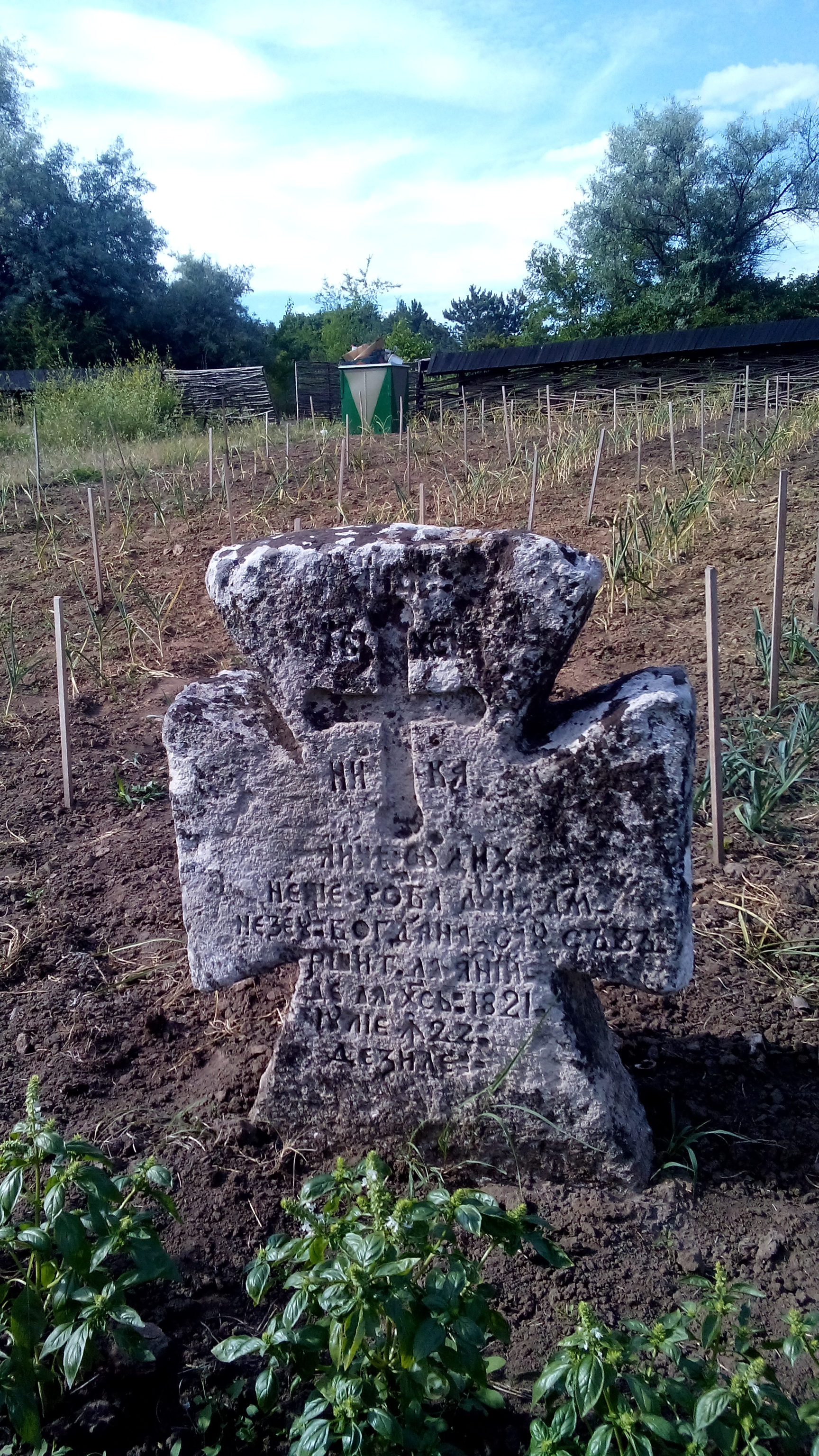

## посилання
- Старовинна дерев'яна церква Успіння Пресвятої Богородиці (Кишинів) [Архівовано 22 жовтня 2020 у Wayback Machine.] // ortodox.md (рос.)